# 剛果民主共和國歷史
剛果民主共和國地區的歷史悠久，可以追溯至數萬年前。

## 早期历史

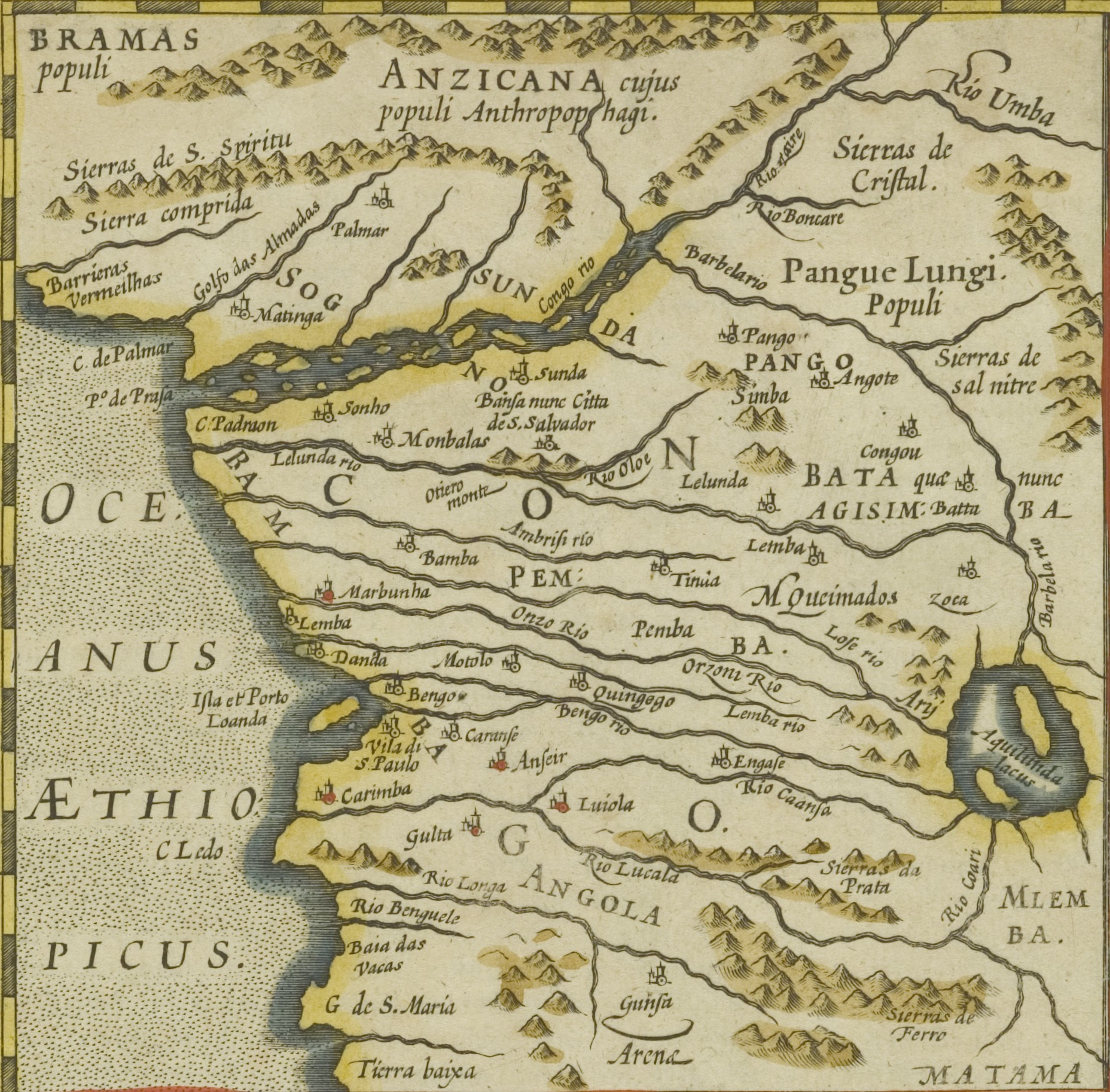
剛果王國

现被称为剛果民主共和國的地区，在8万年前即有人类居住。早期的历史开始于刚果班图人的迁移浪潮，他們在公元前2000年到公元前500年从西北迁移到盆地地区，期间包括前殖民地时期至推翻殖民者时期。班图人的迁徙取代了本地土著俾格米人，他們將其文化融合进现代刚果南部地区。班图人从西非地区学习了农业和铁器的使用方法，以刚果班图语系为主要方言。
人類随后从达尔富尔和苏丹科尔多凡地区迁移进入刚果北部，东非人也迁移进入刚果东部，加速了民族的融合。人类遷移使技术從石器时代过渡到铁器时代。南部和西南部人大部分是狩猎、采集者，幾乎不含金属技术的使用。金属工具在这段时间内的发展，彻底改变了农业和畜牧业。这导致东部和东南部的狩猎采集者被班图人取代。10世纪的班图人完成了最后一次向中部非洲西部的扩张。人口的增长使交易网络迅速形成，商業交易主要为盐、铁和铜。
在公元5世纪，一个氏族社会开始沿烏朋巴湖與加丹加的卢瓦拉巴河两岸发展。此文明被称为乌彭巴，最终演变成卢巴王国（Kingdom of Luba）以及隆达王国（Kingdom of Lunda）。原始的乌彭巴社会演變成卢巴王国的过程是渐进和复杂的。这种转变不断進行，发展出几种与乌彭巴文化不同的社会文化。每一个社会都来源发展自其之前社会文化（与罗马文化借鉴希腊文化相似）。
公元5世纪的社会演变在卡兰巴（Kamilamba）周围地区发展，然後由一些在桑加和加丹加周边的文化所取替。在刚果地区出现的是这些特别丰富的矿石，除了在象牙和其他商品的交易外，开始制定文明并实施钢铁、铜技术。乌彭巴因自己对金属工艺的大量需求建立了一套大型商路（超过1500公里的商业网络，直到印度洋）。此外，该地区拥有良好的农业条件和丰富的鱼类和野味。其强大的经济和粮食储备，使该地区变得非常富有。城邦和中央政府建立在酋长制度上，成为普遍接受的政治制度，统治者变得越来越强大，特别是在16世纪。
剛果民主共和國因剛果河而得名。十三世紀末葉以前，該地的土著王朝在剛果拓殖。班圖人於13世紀末14世紀初在這個地區建立剛果王國，領土包括現在的剛果民主共和國、剛果共和國、加蓬和安哥拉的疆域。15世紀晚期，歐洲人來到這裡開始奴隸貿易。到19世紀早期奴隸貿易結束的時候，這些班圖王國都衰落了。
1482年葡萄牙的航海家狄亞哥最先發現剛果河、並且在河口立碑為誌後，在以後的三世紀中，歐洲人才和剛果開始作初步的接觸；有的人來此傳教，有的人開始在瀕大西洋的河口建立貿易站，用以販賣奴隸和其他物品。但是因為內部蠻荒多阻，深入剛果內部的歐洲人十分稀少。
1816年，英國也對剛果發生興趣，英國海軍派遣杜凱上校，率領裝備精良的探險隊溯河深入探測，終於因為河流湍急、氣候不適，杜凱一行人終告齎志以殁，他們的遺體現在還埋藏在波馬附近的太子島上。

## 比利時殖民時期

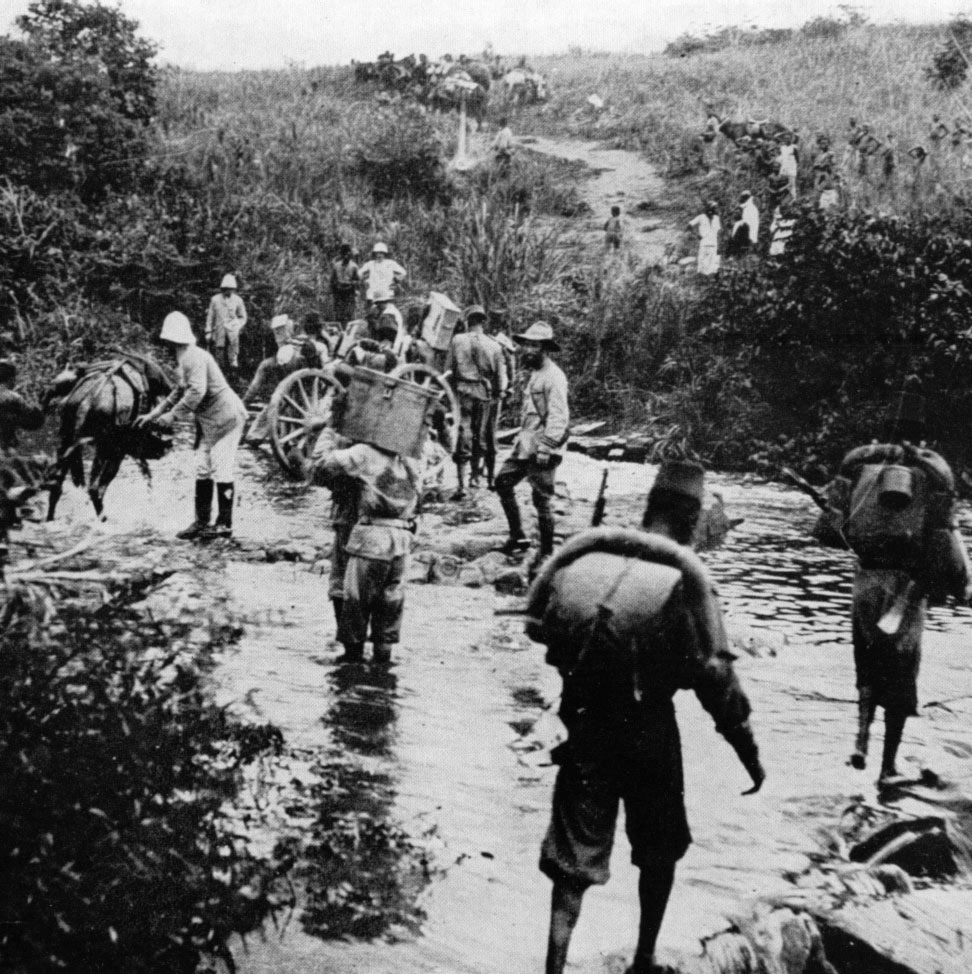
公安軍 (比屬剛果)（Force Publique）士兵於比屬剛果，攝於1918年，在公安軍的巔峰時期，共有420名白人軍官領導19000名士兵

剛果和文明世界的接觸以及有計劃的開發，始於1874年到1877年。英國探險家李文斯頓冒險深入剛果境內，但他將剛果河誤認為是尼羅河的源流。1874年，新聞記者出身的英國探險家史丹利，組織了一支包括342人的大探險隊，才認清楚了剛果河真貌。史丹利先向英國政府報告這塊還沒開發的財富之地，但是沒有得到當時英國政府的資助支持，所以轉向比利時。
1876年，比利時國王雷奧波爾特二世在布鲁塞尔召開國際開發非洲會議，斯丹利在非洲探險和經營的成就，深獲比王的重視，於是就以國際開發名義極力資助斯丹利委託開發，使他重返非洲探險。斯丹利在逗留剛果5年期間，先後在各地建立了22處貿易站，同時在魯巴那河上游行駛汽船，並且在斯丹利瀑布附近建築鐵路，替比利時國王建立了「剛果獨立區」，並且在1885年成立剛果自治邦。同年獲得在柏林會議中的列強所承認，使比利時國王成為剛果自治邦的主人，1908年就將這個地方正名為「比屬剛果」。
刚果自由邦是一个通过殖民控制的非政府组织，由比利时利奥波德二世国王个人控制。利奥波德是董事长和唯一的股东，他越来越多地在上刚果地区攫取象牙，橡胶和矿产在世界市场上销售（虽然其名义上的目的是为了提升当地人民生活和该地区的发展）。自由邦包括现代刚果民主共和国整个地区，存在于1885年至1908年期间。刚果自由邦最终因对当地人民日益残酷的虐待和掠夺自然资源而声名狼藉，导致比利时政府将其废除，并于1908年接管。
比利时在1908年举行了有关刚果的会议，尽管比利时最初不同意，但迫于国际压力（尤其是来自英国），最终接管了比利时国王的刚果自由邦。从此，它被称为比利时属刚果殖民地，在比利时政府的统治下直到1960年。

## 刚果独立后

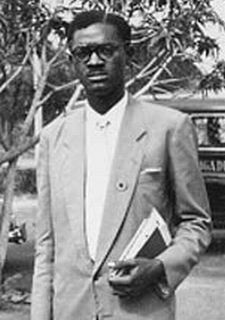
盧蒙巴

在二次世界大戰後，刚果民族意識普遍覺醒，民族運動逐漸醞釀。1960年，由帕特里斯·卢蒙巴领导的刚果民族运动党（MNC）赢得了议会选举，卢蒙巴被任命为总理。议会选举刚果人同盟（ABAKO）的约瑟夫·卡萨武布为总统。其他出现的政党包括Antoine Gizenga领导的非洲团结党（PSA），和Albert Delvaux与Laurent Mbariko领导的国家人民党（PNP）。比属刚果在1960年6月30日独立，改名为“刚果共和国”。独立后不久，加丹加省（由莫伊兹·冲伯领导）和南开赛省针对新领导人开展分裂斗争。在独立后留下的100,000欧洲人大多逃离了这个国家，为刚果人取代欧洲军事、行政精英铺平了道路。
刚果独立后與鄰國同稱剛果共和國，在兩國名稱後括注首都名稱以作區別。1964年8月1日改國名为剛果民主共和國。1971年10月27日改国名为扎伊尔共和国，1997年5月17日，洛朗-德西雷·卡比拉领导的刚果解放民主力量同盟的武装部队攻占首都金沙薩，宣布就任总统，并恢復国名为刚果民主共和国至今。
第二次刚果战争从1998年开始，让这个国家满目疮痍，也被称为“非洲的世界大战”，因为涉及了9个非洲国家和大约20个武装势力。尽管在2003年签署了和平协定，战斗仍在在该国东部地区继续。在刚果东部，强奸和其他性暴力的发生率被描述为世界上最高的。此次战争是自第二次世界大战以来全世界最激烈的，1998年以来540万人死亡。
绝大多数死于疟疾、腹泻、肺炎和营养不良。
2001年1月16日，卡比拉遭刺杀身亡。儿子约瑟夫·卡比拉继任总统。2011年，获得连任。

## 外部連結
- "Reforming the Heart of Darkness"
- BBC, Country profile: Democratic Republic of Congo （页面存档备份，存于）
- BBC, DR Congo: Key facts （页面存档备份，存于）
- BBC, Q&A: DR Congo conflict （页面存档备份，存于）
- Timeline: Democratic Republic of Congo （页面存档备份，存于）
- BBC, In pictures: Congo crisis （页面存档备份，存于）